# Ossip Zadkine
Ossip Zadkine (Vítebsk, 4 de juliol de 1890 - París, 25 de novembre de 1967) va ser un artista rus, principalment conegut com a escultor, encara que també es va dedicar a la pintura.

## Biografia
Nascut en una família jueva amb el nom de Yossel Arónovich Tsadkin (en rus: Иосель Аронович Цадкин), el 1904 -als 15 anys- es va traslladar a Sunderland (Gran Bretanya) per estudiar anglès, encara que en lloc d'això va començar a assistir a classes d'art. Un any més tard es va mudar a Londres on va estudiar escultura en el Regent Street Polytechnic i a l'Escola Central. El 1909 es va instal·lar a París, assistint durant alguns mesos a Escola de Belles Arts. Va conèixer allà la pintora Valentine Prax, amb qui es casaria el 7 de juliol de 1920, i a diversos artistes contemporanis com Apollinaire, Brancusi, Alexander Archipenko, Jacques Lipchitz o Picasso.
Esculpia sobre fusta o pedra, realitzant figures simples amb influències romàniques i més tard cubistes. Va exposar per primera vegada el 1919, a la Galeria Le Centaure (Brussel·les). A partir de 1925 va començar a fondre en bronze, desenvolupant composicions més complicades, moltes vegades basades en figures combinades amb plans convexos i còncaus.
Als anys trenta va fer classes a l'Acadèmia de la Gran Chaumiére, on va tenir com a deixebla ―entre altres estudiantes― a l'escultora argentina Noemí Gerstein (1908-1996).
Amb motiu de la Segona Guerra Mundial el 1941 va emigrar a Nova York, tornant novament a París el 1945, on s'establiria ja definitivament. L'any 1950 va guanyar el primer premi d'escultura a la Biennal de Venècia. Possiblement la seva obra més notòria és la figura en commemoració del Bombardeig de Rotterdam. Zadkine va influir considerablement en els escultors posteriors a la Segona Guerra Mundial.
Va morir el 1967, a l'edat de 77 anys, després de no superar una operació abdominal. Va ser enterrat al Cementiri de Montparnasse.
Deixà encarregat a la seva dona, Valentine Prax, que el lloc que havia allotjat el seu estudi es dediqués a museu sobre l'artista, el qual es constituí amb les 300 obres que va llegar a la ciutat i amb el conjunt de béns que Prax cedí a l'Ajuntament de París per contribuir a crear aquest museu, que s'inaugurava un any després de la mort de Valentine Prax.
.

## Galeria

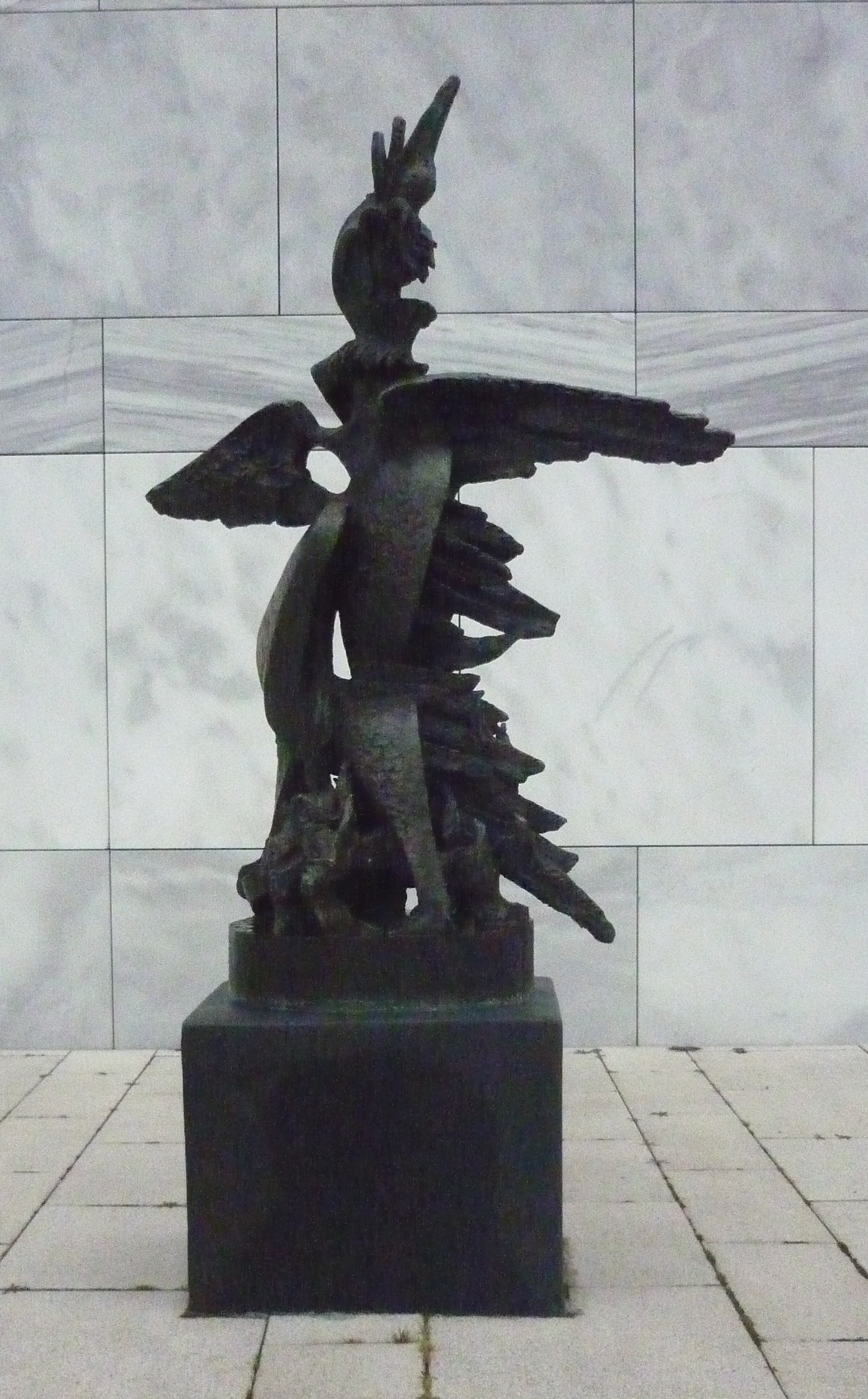
Fènix
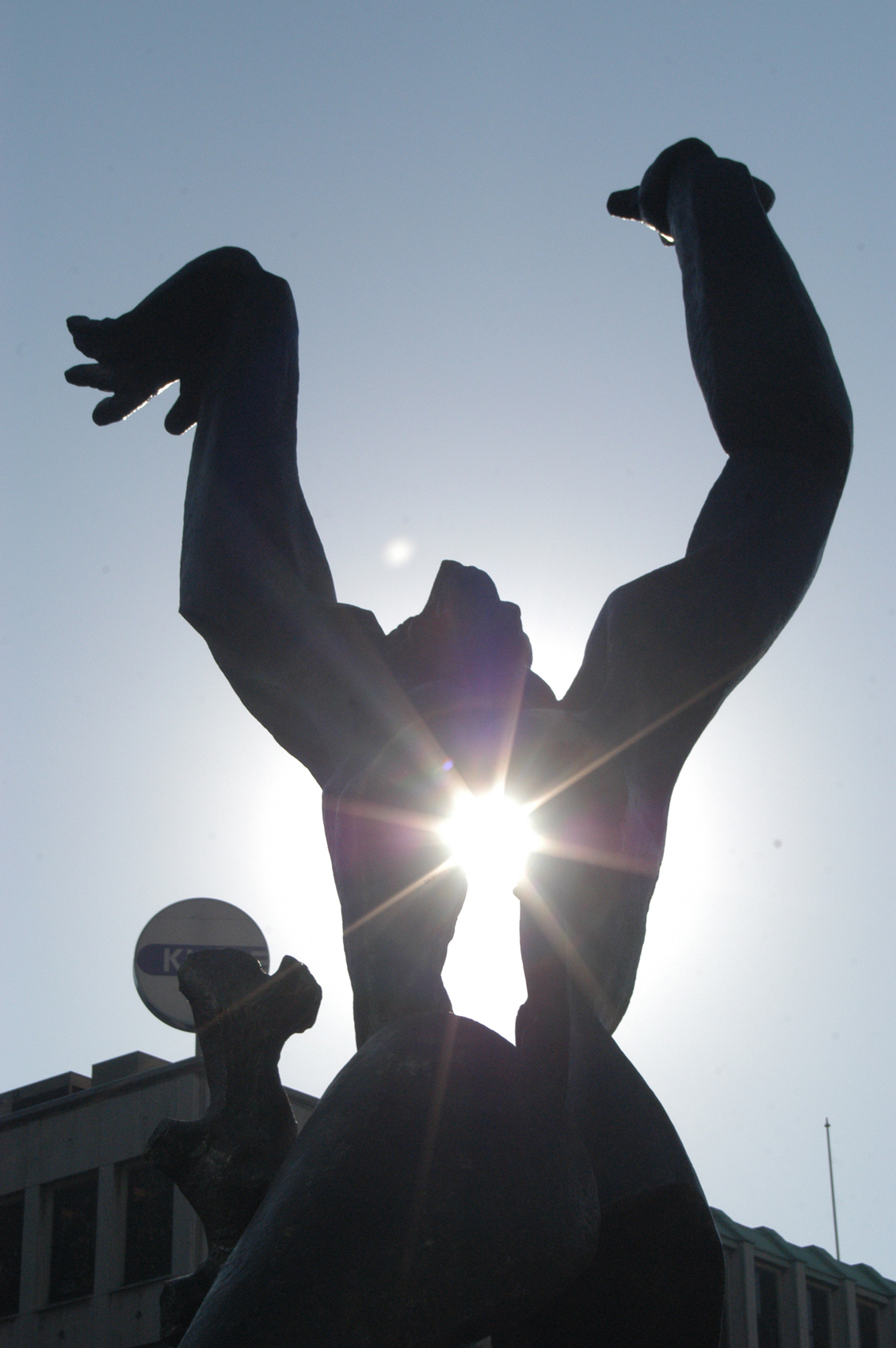
De Verwoeste Stad (1951-1953), a Rotterdam.
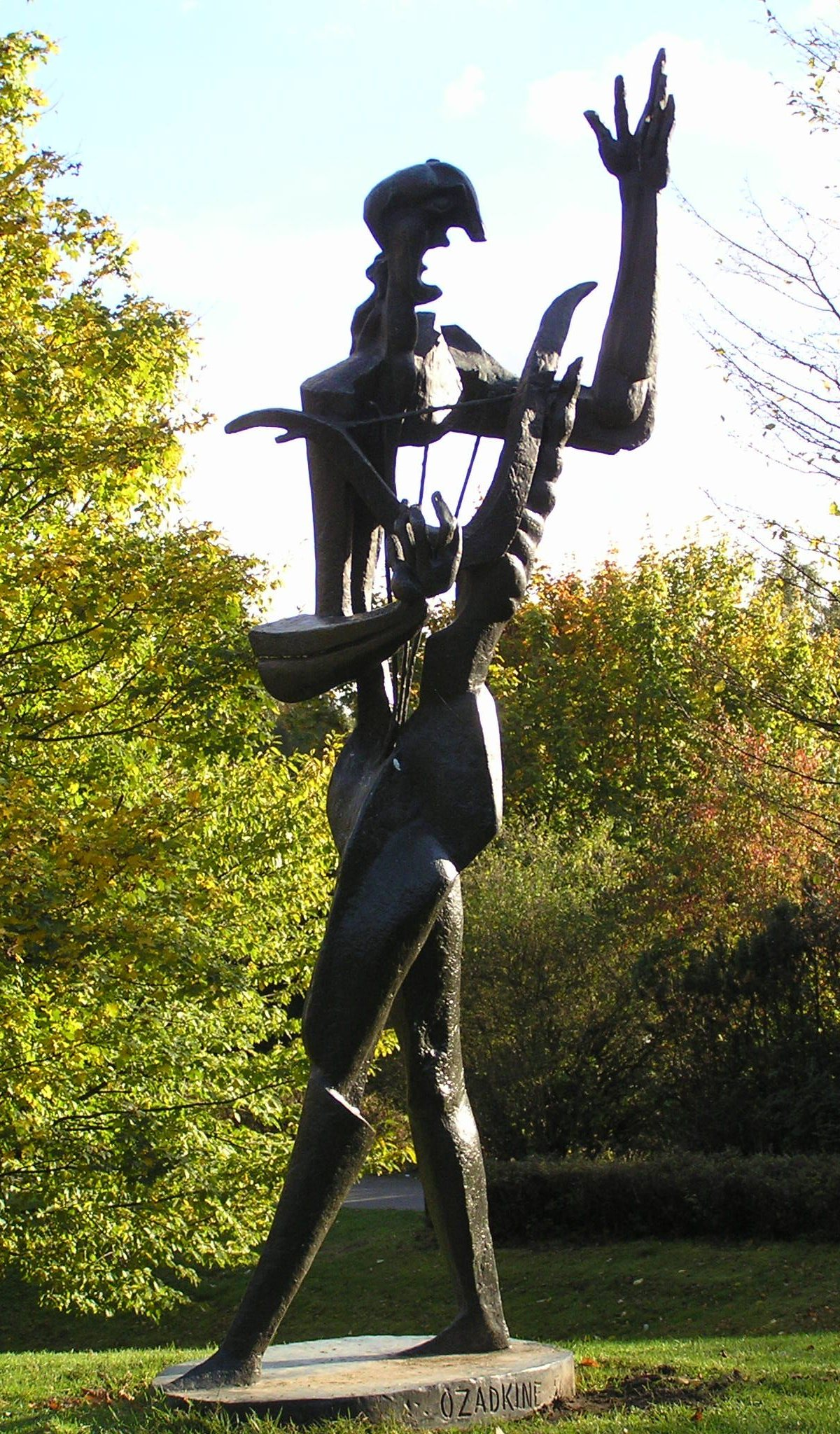
Großer Orpheus (1956).
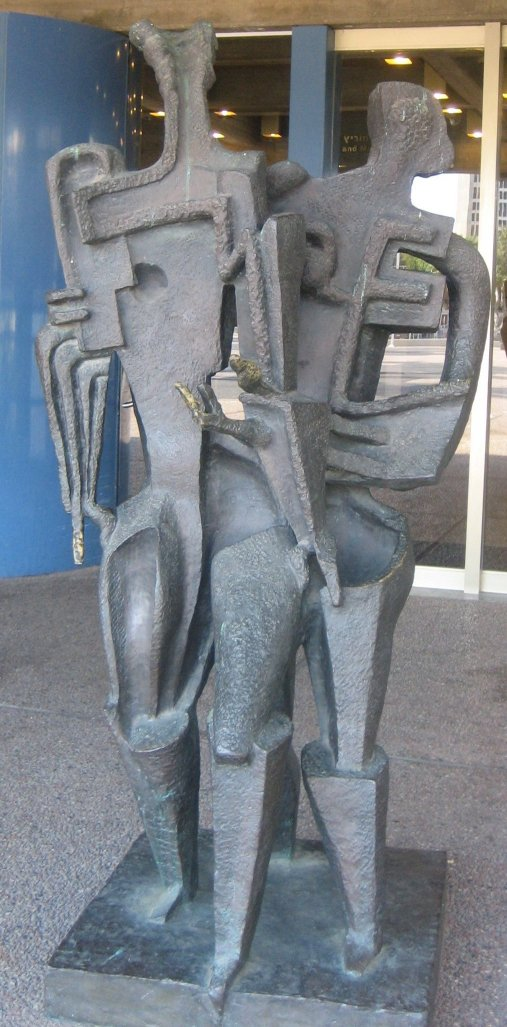
Lotophage (1961-1962), bronze.
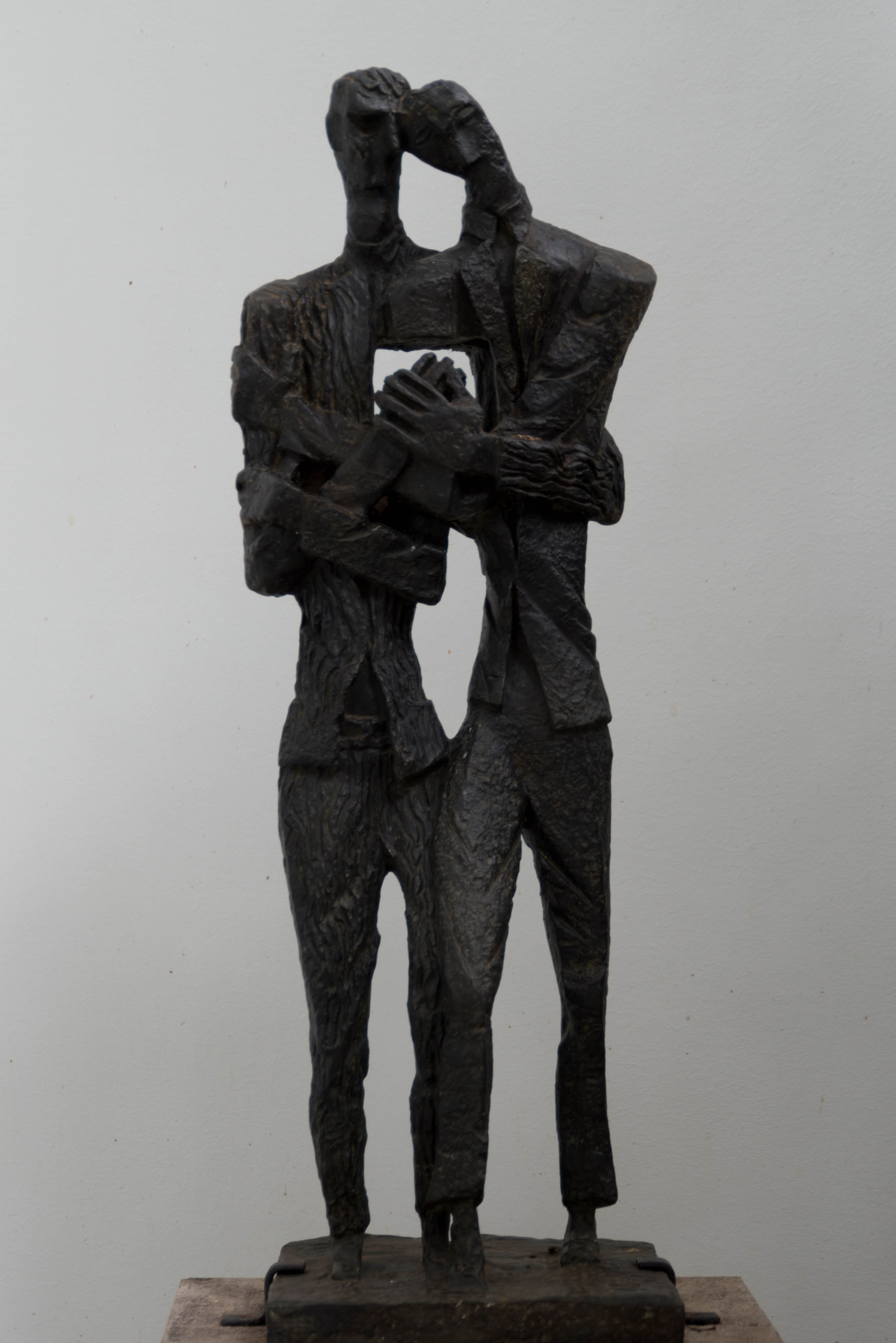
Projecte del Monument als germans Van Gogh (1963).